# Tiger Stripes
Tiger Stripes és una pel·lícula de terror corporal en malai del 2023 escrita i dirigida per Amanda Nell Eu en el seu debut com a directora, protagonitzada per Zafreen Zarizai, Deena Ezral i Piqa amb Shaheizy Sam, June Lojong, Khairunazwan Rodz i Fatimah Abu Bakar en papers secundaris. L'argument de la pel·lícula segueix un Zaffan d'11 anys el cos del qual comença a patir canvis inquietants en arribar a la pubertat.
Tiger Stripes es va estrenar al 76è Festival Internacional de Cinema de Canes el 17 de maig de 2023 on va guanyar el Gran Premi de la Setmana de la Crítica. Una coproducció internacional de vuit països, inclosa Malàisia, la pel·lícula va ser seleccionada com a entrada de Malàisia per a la Millor Pel·lícula Internacional als Premis Oscar de 2023.  La pel·lícula es va estrenar a Malàisia censurada i el director ha rebutjat la versió censurada de la pel·lícula.

## Argument
Zaffan, una nena d'11 anys, comença a experimentar canvis físics al seu cos quan passa per la pubertat.

## Repartiment
- Zafreen Zairizal com a Zaffan[4]
- Deena Ezral com a Farah[4]
- Piqa com a Mariam[4]
- Shaheizy Sam com a Dr. Rahim, exorcista d'oli de serp[4]
- June Lojong com Munah[5]
- Khairunazwan Rodz
- Fatimah Abu Bakar com a mestre[4]

## Producció
La pel·lícula és un projecte de coproducció internacional en què participen vuit països, incloent Weydemann Bros. de Berlín, Alemanya, Foo Fei Ling de Ghost Grrrl Pictures de Malàisia, Fran Borgia d'Akanga Film Asia de Singapur i Yulia Evina Bhara de KawanKawan Media d'Indonèsia. El desenvolupament de la pel·lícula va començar l'any 2017. Durant la seva producció, Tiger Stripes havia recollit set crèdits de desenvolupament de projectes, inclosos Open Doors Locarno Festival, Network of Asian Fantastic Films, Talents Tokyo, NMSP Project Development Fund, Hubert Bals Fund Bright Future, Less Is More i SEAFIC Lab.

## Estrena
La pel·lícula es va estrenar al 76è Festival Internacional de Cinema de Canes el 17 de maig de 2023. Va guanyar el Gran Premi de la Setmana de la Crítica. També va competir a la Selecció Oficial del LVI Festival Internacional de Cinema Fantàstic de Catalunya, i va ser la pel·lícula de clausura al Jakarta Film Week de 2023.
L'abril de 2023, Jour2fête va adquirir els seus drets de distribució a França.
A Malàisia, la pel·lícula es va estrenar el 19 d'octubre de 2023 només després d'haver estat censurada, la qual cosa va fer que el director negués la pel·lícula, dient que la pel·lícula estrenada no era la pel·lícula que ella va fer i va guanyar el premi a Canes.
També va ser convidat al 29è Festival Internacional de Cinema de Busan a la secció "Programa especial en focus" Teenage Minds, pel·lícules per a adolescents i es projectarà a l'octubre de 2024.

## Recepció crítica
Al lloc web de l'agregador de ressenyes Rotten Tomatoes, el 97% de les 60 ressenyes de les crítiques són positives, amb una valoració mitjana de 6,9/10. El consens del lloc web diu: "Un riff intel·ligent i elegant sobre l'horror corporal que és la pubertat, Tiger Stripes és una al·legoria exuberant per a l'agència personal, així com un debut impressionant per a l'escriptora i directora Amanda Nell Eu". Metacritic, que utilitza una mitjana ponderada, va assignar a la pel·lícula una puntuació de 68 sobre 100, basada en 11 ressenyes, indicant crítiques "generalment favorables".
Fionnuala Halligan de Screen International va descriure la pel·lícula com "un drama de coming-of-age ben observat i centrat en les dones". Peter Bradshaw de The Guardian va puntuar la pel·lícula amb tres estrelles de cinc i va elogiar la direcció de Nell Eu i les actuacions del repartiment més jove.

## Reconeixements
| Premi                       | Data de cerimònia  | Categoria                              | Receptor(s)    | Resultat  | Ref.   |
| --------------------------- | ------------------ | -------------------------------------- | -------------- | --------- | ------ |
| Festival de Cinema de Canes | 27 de maig de 2023 | Gran Premi de la Setmana de la Crítica | Amanda Nell Eu | Guanyador | [ 16 ] |
| Festival de Cinema de Canes | 27 de maig de 2023 | Caméra d'Or                            | Amanda Nell Eu | Nominat   |        |